# Moderne Slaver
Moderne Slaver (originaltitel The Beautiful City) er en amerikansk stumfilm fra 1925 instrueret af Kenneth Webb.

## Medvirkende
- Richard Barthelmess som Tony Gillardi
- Dorothy Gish som Mollie
- William Powell som Nick Di Silva
- Frank Puglia som Carlo Gillardi
- Florence Auer som Mama Gillardi